# Orientowanie (architektura)

Schematyczny plan typowego orientowanego średniowiecznego kościoła z zaznaczeniem kierunków świata

Orientowanie – w architekturze sakralnej celowe ustawienie budynku względem stron świata podyktowane względami religijnymi. Zjawisko to znane i praktykowane już w świątyniach starożytnych, występuje w różnych religiach, a miejsca kultu są orientowane w różny sposób.

## Starożytność

### Egipt
Świątynie egipskie można podzielić na dwa typy: tradycyjne, w których posąg bóstwa ukryty był w centralnym, mrocznym sanktuarium, oraz świątynie związane z kultem słonecznym, w których centralne miejsce zajmował umieszczony na wolnym powietrzu obelisk ku czci boga. Lokacja i orientacja świątyń były wybierane ze względów religijnych. Oś świątyni mogła wskazywać inne miejsca święte, miejsce wschodu słońca lub gwiazdy. Często świątynie były kierowane w stronę Nilu, czyli mniej więcej wzdłuż osi wschód-zachód.

### Etruskowie
Ze względu na nieliczne zachowane stanowiska archeologiczne (Etruskowie budowali z materiałów nietrwałych, a ich świątynie w późniejszych wiekach często bywały przebudowywane) i bardzo skąpe świadectwa pisane, trudno bezsprzecznie określić zasady wznoszenia świątyń etruskich. Analiza zachowanych stanowisk sugeruje, że większość z nich była skierowana na południe. Istnieje hipoteza, zgodnie z którą wyjście ze świątyni kierowało się w stronę części nieba przypisanej bóstwu czczonemu w tym miejscu. W ten sposób bóstwo z nieba mogło spoglądać na swoje przedstawienie w świątyni i odwrotnie. Po roku 500 p.n.e. orientacja świątyń zakładanych w granicach miast być może jest związana z układem dróg, choć możliwa jest sytuacja odwrotna – układ urbanistyczny dopasowywano do orientacji świątyni.

### Italikowie
Świątynie zwrócone są w kierunku południowo-wschodnim. Być może ich azymut należy powiązać ze zjawiskiem wschodu heliakalnego znaczących gwiazd.

### Grecja
W odróżnieniu od świątyń etruskich, świątynie greckie są orientowane wzdłuż osi wschód-zachód. Wejście umieszczano od wschodu. Może to świadczyć o wpływach kultów solarnych. Na poparcie tej tezy wskazuje się, że tak zbudowanych jest 40 z 41 świątyń greckich na Sycylii, założonych na surowym korzeniu. Tylko świątynia Hekate – być może ze względu na powiązanie z kultem Księżyca – jest zorientowana inaczej.

### Rzym
Świątynie rzymskie ukształtowały się pod wpływem architektury greckiej i etruskiej. Były zorientowane najczęściej na wschód, czasem na południe, rzadko na zachód (w wypadku bóstw chtonicznych). W miastach świątynie dopasowywały się do dostępnej przestrzeni.

## Judaizm

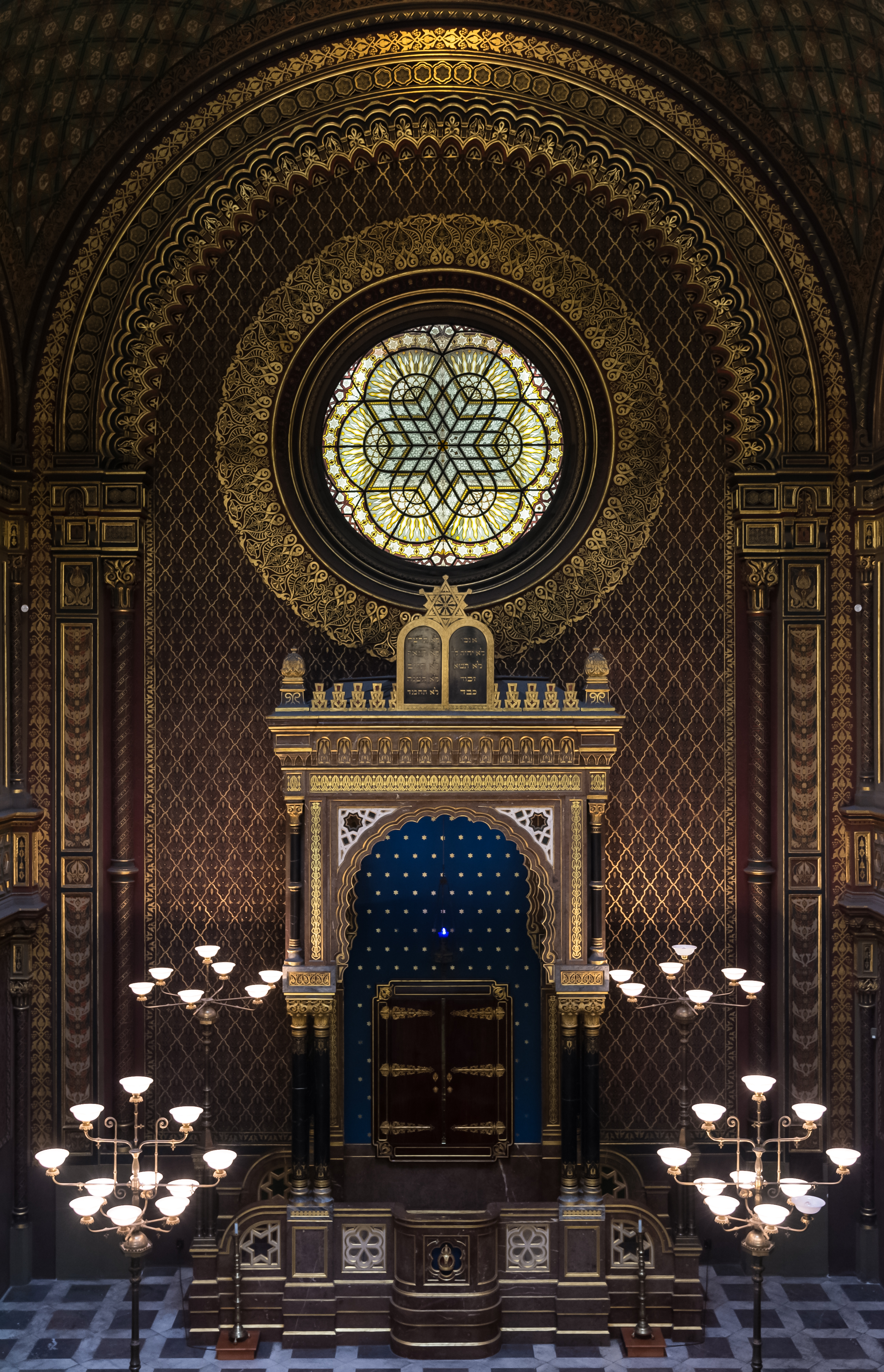
Aron ha-kodesz w Synagodze Hiszpańskiej w Pradze

Najważniejszym, a z czasem jedynym miejscem świętym, dla Żydów była świątynia w Jerozolimie, jedyne miejsce, w którym można było składać ofiary Bogu. Prawdopodobnie w czasie niewoli babilońskiej, kiedy wygnańcy mogli podtrzymać swoją wiarę tylko przez nauczanie i studiowanie Prawa oraz wspólne odmawianie modlitw, powstały synagogi, przeniesione później na teren Izraela po powrocie z wygnania. Istniały z pewnością równolegle z Drugą Świątynią i już wtedy wydają się być zorientowane w kierunku Jerozolimy. Przykładami są synagoga w Gamli ułożona wzdłuż osi północny wschód – południowy zachód czy synagoga w Ostii ułożona wzdłuż osi zachód-północny zachód – wschód-południowy wschód. Z całą pewnością mizrach (hbr. wschód) – kierunek modlitwy – uwzględniały synagogi budowane lub adaptowane w późniejszym okresie. Przy wschodniej ścianie znajdowało się aron ha-kodesz – szafa, w której przechowywano święte zwoje, a miejsca w pobliżu były uważane za najbardziej zaszczytne. W stronę Jerozolimy musiało też być zwrócone okno. Wejście do synagogi z reguły znajdowało się w ścianie zachodniej.

## Chrześcijaństwo
Orientowanie kościołów w chrześcijaństwie rozpoczęło się w V w., kiedy zaczął klarować się model świątyni chrześcijańskiej. Z jednej strony model ten zakorzeniony jest w tradycji judaistycznej – świątynia chrześcijańska to (podobnie jak jerozolimska) miejsce spotkania z Bogiem, z drugiej jednakże musi odpowiadać specyfice kultu chrześcijańskiego. Chrześcijanie zgromadzeni na modlitwie czekają na Paruzję – powrót Chrystusa na końcu czasów. Zgodnie z najstarszą tradycją Mesjasz ma nadejść od Wschodu (łac. oriens): „Albowiem jak błyskawica zabłyśnie na wschodzie, a świeci aż na zachodzie, tak będzie z przyjściem Syna Człowieczego” (Mt 24,27). Już w domach modlitwy pierwszych wspólnot judeo-chrześcijańskich umieszczano na wschodniej ścianie symbole religijne, tak by wspólnota zebrana na modlitwie kierowała ją ku wschodowi – „w dziękowaniu Tobie trzeba wyprzedzać słońce” (Mdr 16,28). Przykładem może być dom Hiparcha – na wschodniej ścianie namalowano krzyż, przed którym się modlono. Wspomina o tym Tertulian, mówiąc, że chrześcijanie modlą się zwróceni twarzą do światła. Na wschód była ukierunkowana najstarsza odkryta wczesnochrześcijańska świątynia – domus ecclesiae w Dura Europos.
Praktykę modlitwy zorientowanej na wschód potwierdzają Orygenes, sobór nicejski, jak również nieco późniejsze Konstytucje Apostolskie, które kodyfikują dekret wcześniejszego soboru. W tym samym okresie daje świadectwo temu zwyczajowi św. Augustyn pisząc „Kiedy wstajemy do modlitwy, zwracamy się ku wschodowi, miejscu, gdzie podnosi się słońce”, a w VI w. mówi o tym afrykański poeta Corippus.
W VIII w. zwyczaj orientowania kościołów na osi wschód-zachód, z ołtarzem na wschodzie i wejściem od zachodu, nabiera powszechnego charakteru a po roku 1000 staje się normą. Zdecydowane zalecenie orientowania świątyń wydaje w jednej ze swoich bulli papież Sylwester II.
Od zasady orientowania kościołów zdarzały się wyjątki. Bazyliki Konstantyna i Teodozjusza były zorientowane na zachód w kierunku Rzymu – miejsca męczeństwa apostołów Piotra i Pawła. W średniowieczu czasem nie orientowano małych kościółków budowanych w ciasnej zabudowie śródziemnomorskich miast. Barok i kontrreformacja zrywają z zasadą orientacji – kościoły zwracają fasady ku ulicom i placom.
Kościoły prawosławny i greckokatolicki w trakcie budowy cerkwi ciągle przestrzegają wymogu orientowania: apsyda i ołtarz są skierowane na wschód, a wejście znajduje się w przeciwległej zachodniej ścianie. Dodatkowo orientację podkreśla umieszczane w osi apsydy okno – symbol przychodzącego Chrystusa.

### Metody orientowania
W pierwszych wiekach przy wyznaczaniu kierunków pod budowę nowej świątyni posługiwano się gnomonem. Stosowano metodę przedstawioną przez Witruwiusza w dziele O architekturze ksiąg dziesięć (De architectura I,6,6-7).
- Przed południem zaznaczano punkt, do którego sięgał cień gnomonu, i rysowano okrąg mający środek w miejscu wbicia gnomonu.
- Po południu zaznaczano na okręgu punkt, w którym cień gnomonu stykał się z okręgiem.
- Linia przeprowadzona przez te dwa punkty wyznaczała oś wschód-zachód.
- Rysowano dwa przecinające się okręgi o środkach w wyznaczonych punktach.
- Linia przeprowadzona przez punkty przecięcia okręgów i miejsce wbicia gnomonu wyznaczała oś północ-południe.

W drugim tysiącleciu stosowano również bardziej skomplikowaną metodę, opisaną przez Gerberta z Aurillac (późniejszego papieża Sylwestra II) w dziele Geometria (Caput XCIV, „Alia ratio meridianum describendi”): odmierzano trzy cienie rzucane przez ten sam gnomon w różnych momentach dnia i obliczano ich wzajemne proporcje, co pozwalało na wyznaczenie linii lokalnego południka. Kolejna linia, prostopadła do pierwszej, przebiegała ze wschodu na zachód.
Odchylenia od osi wschód-zachód niektórych kościołów w Alpach sugerują istnienie innej metody – kierunek apsydy wyznaczało wschodzące słońce w niedzielę wielkanocną. W literaturze opisano również metodę wykorzystującą cień gnomonu padający w południe oraz w momencie wschodu i zachodu słońca.

## Islam

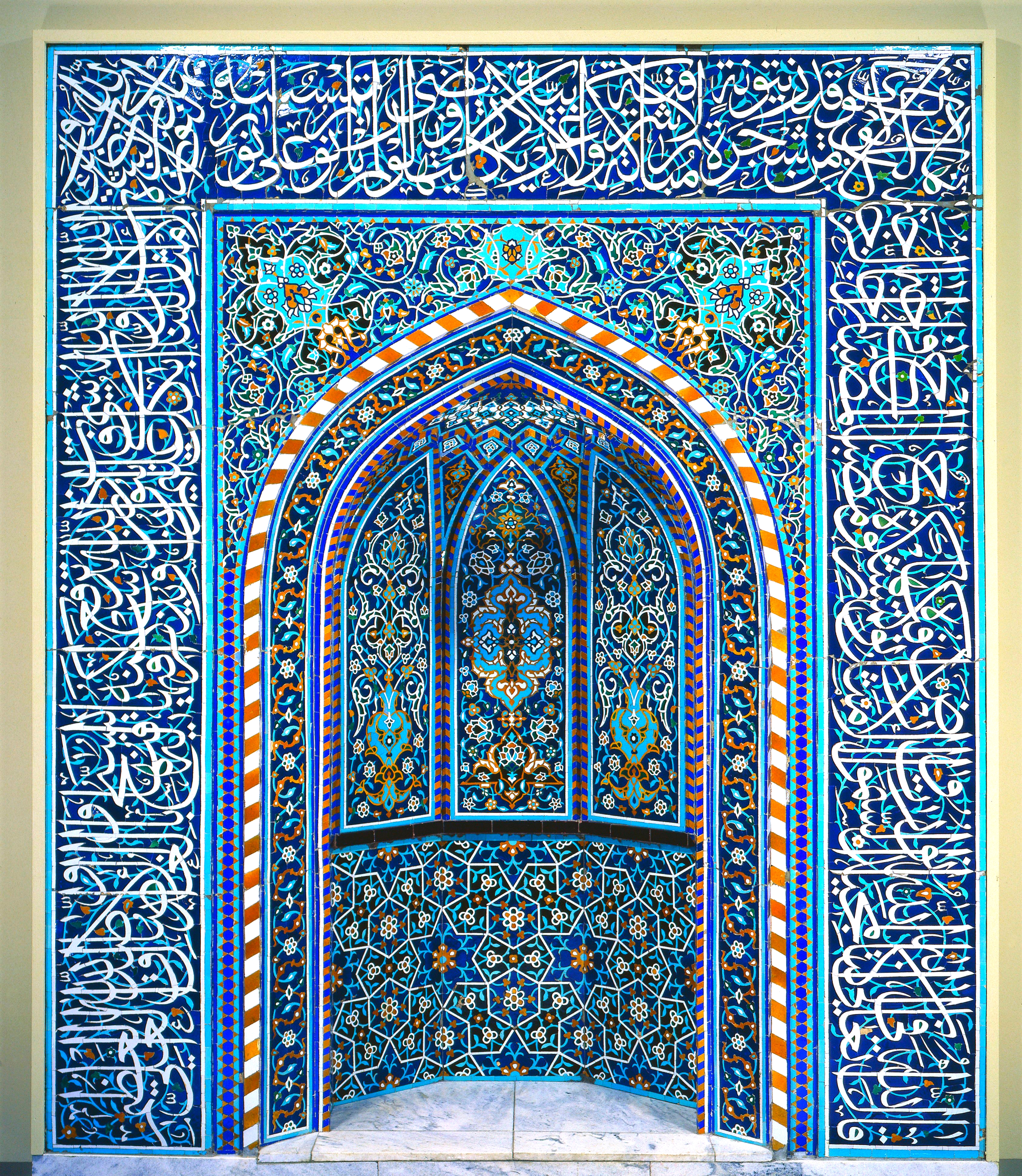
Mihrāb w meczecie, Isfahan, Iran

W pierwszym okresie działalności Mahometa qibla, czyli kierunek, w którym odmawiano modlitwy, wskazywał na Jerozolimę. Po ucieczce do Medyny Prorok zrywa całkowicie z judaizmem i chrześcijaństwem. Według tradycji, w 623 roku w czasie modlitwy w meczecie w Medynie, Mahomet otrzymał objawienie, zgodnie z którym muzułmanie powinni modlić się w kierunku Al-Kaby w Mekce, dokończył więc modlitwę, obracając się w nowym kierunku. Na pamiątkę tego wydarzenia meczet został nazwany Masjid Qiblatain – meczetem dwóch kibla. Meczet Proroka, najważniejszy meczet medyński, początkowo zorientowany na północ (wejścia znajdowały się w ścianach wschodniej, południowej i północnej), został później przeorientowany na południe.
Nakaz modlitwy w kierunku Al-Kaby został zapisany w Koranie: „Zwróć więc twoją twarz w kierunku świętego Meczetu. I gdziekolwiek się znajdziecie, zwracajcie się twarzami w jego kierunku” (sura al-Baqarah, 2:149). Zwrócenie się w tym kierunku jest jednym z warunków modlitwy. W meczetach kierunek ten jest wyznaczony przez mihrāb – półokrągłą lub wielokątną niszę.

## Hinduizm
Świątynie hinduskie są zbudowane w oparciu o schemat wastupuruszamandali. Centralne miejsce świątyni – garbhagryha – najczęściej ma jedno wejście skierowane na wschód, by promienie wschodzącego słońca mogły wpaść do komory.